# Pipiwai Trail
El Pipiwai Trail és una ruta de senderisme de 6,4 km (en total) situada a l'illa de Maui, a Hawaii. El camí arriba fins a les cascades Makahiku i les cascades Waimoku. El sender està situat al Parc Nacional de Haleakalā i generalment està ben conservat. El sender discorre a la vora del torrent d'Ohe'o Gulch.
Les ubicacions més notables són el bosc de bambú i l'arbre banià gegant.

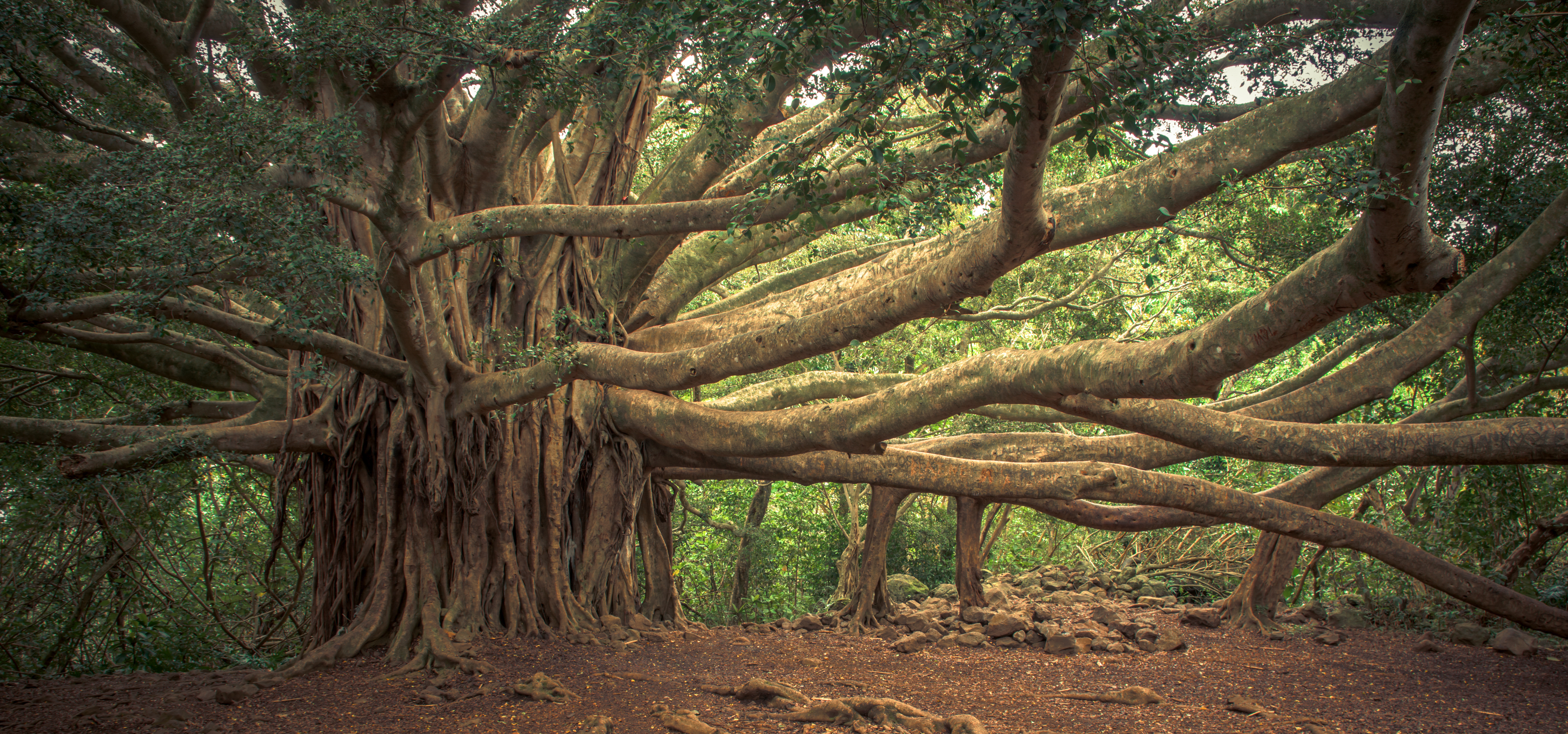
Banià gegant al llarg del sender